# Justin Green
Pour les articles homonymes, voir Green.
Compléments
auteur de Binky Brown Meets the Holy Virgin Mary
Justin Green est un auteur américain de comics underground né le 25 juillet 1945 à Boston et mort le 23 avril 2022 à Cincinnati,.

## Biographie
Né en 1945, Green est un auteur de comics underground qui publie dans de très nombreux magazines comme Bite Funnies, Insect geant édité par Spain Rodriguez, Young Lust, Sniffy Comics, etc. En 1972, il publie le premier comics autobiographique, Binky Brown rencontre la Vierge Marie (Binky Brown Meets the Holy Virgin Mary) dans lequel il lie sa névrose adolescente à son éducation catholique. Il est marié à l'auteure de comics Carol Tyler qu'il a rencontré dans les années 1980.
Il a produit deux séries mensuelles : Musical Legends publié dans le magazine Tower Records Pulse et Sign Game pour Sign of the Times.

## Analyse de l'œuvre
Justin Green est l'un des auteurs majeurs du mouvement underground américain qui a connu son heure de gloire dans les années 1970 et son autobiographie est devenue une référence. La composition de ses pages a été qualifiée d'« ingénieuse ».

## Récompenses
En 2018, il reçoit le prix Inkpot au San Diego Comic-Con. En 2023, il est inscrit à titre posthume au temple de la renommée Will Eisner, pour l'ensemble de son œuvre.